# Maciej
Maciej ist ein polnischer männlicher Vorname, die polnische Form des Namens Matthias.

## Bekannte Namensträger
- Maciej Adamkiewicz (* 1966), polnischer Unternehmer
- Maciej Balawender (* 1988), polnischer Ringer
- Maciej Bębenek (* 1984), polnischer Fußballspieler
- Maciej Bodnar (* 1985), polnischer Radrennfahrer
- Maciej Dmytruszyński (* 1980), polnischer Handballspieler
- Maciej Fortuna (* 1982), polnischer Jazztrompeter
- Maciej Ganczar (* 1976), polnischer Literaturwissenschaftler, Germanist, Literaturübersetzer
- Maciej Giertych (* 1936), polnischer Forstwissenschaftler und Politiker
- Maciej Iwański (* 1981), polnischer Fußballspieler
- Maciej Janiak (* 1973), polnischer Fußballspieler
- Maciej Kamieński (1734–1821), polnischer Komponist
- Maciej Klimek (* 1954), polnischer Mathematiker, Fachbuchautor und Hochschullehrer
- Maciej Konacki (* 1972), polnischer Astronom
- Maciej Kononowicz (* 1988), polnischer Fußballspieler
- Maciej Kot (* 1991), polnischer Skispringer
- Maciej Kurowski (* 1986), polnischer Rennrodler
- Maciej Lampe (* 1985), polnischer Basketballspieler
- Maciej Murawski (* 1974), polnischer Fußballspieler
- Maciej Nalepa (* 1978), polnischer Fußballspieler
- Maciej Nowicki (* 1941), polnischer Politiker und Ökologe
- Maciej Obara (* 1981), polnischer Jazzmusiker
- Maciej Paterski (* 1986), polnischer Straßenradrennfahrer
- Maciej Płażyński (1958–2010), polnischer Politiker
- Maciej Rataj (1884–1940), polnischer Politiker
- Maciej Ratuszniak (1989–2025), polnischer E-Sportler
- Maciej Rybus (* 1989), polnischer Fußballspieler
- Maciej Sadlok (* 1989), polnischer Fußballspieler
- Maciej Sarbiewski (1595–1640), polnischer Jesuit und Schriftsteller
- Maciej Śliwowski (* 1967), polnischer Fußballspieler
- Maciej Stryjkowski (1547–1593), polnisch-litauischer Dichter, Historiker, Diplomat und Priester
- Maciej Stuhr (* 1975), polnischer Schauspieler
- Maciej Szczęsny (* 1965), polnischer Fußballspieler
- Maciej Terlecki (* 1977), polnischer Fußballspieler
- Maciej Ustynowicz (* 1983), polnischer Eisschnellläufer
- Maciej Wołonczewski (1801–1875), litauischer Bischof, Historiker und Schriftsteller
- Maciej Zaremba (* 1951), polnisch-schwedischer Journalist und Autor
- Maciej Żurawski (* 1976), polnischer Fußballspieler